# Jørgen Grunnet Jepsen
Jørgen Grunnet Jepsen (* 1927; † 24. September 1981) war ein dänischer Journalist, Jazz-Autor und Diskograph.
Jepsen war Journalist für die führende dänische Tageszeitung „Berlingske Tidende“, für die er unter anderem TV- und Buchkritiken (von historischen Büchern) schrieb. Außerdem schrieb er Diskographien zum Beispiel für das schwedische „Orkesterjournalen“. Jepsen hatte sich zum Ziel gesetzt, die Jazz-Diskographie der englischen Diskographen um Albert McCarthy fortzusetzen. Seine Diskographien erschienen bei Karl Knudsen, dem Gründer von Storyville Records. Das Hauptwerk von Jepsen „Jazz Records 1942 – 1965“. baut auf Manuskripten auf, die ab 1972 weltweit unter rund 30 Sammlern kursierten. Es wurde 1977 vom Dänen Erik Raben fortgesetzt, der den Zeitrahmen ausdehnte bis zum Jahr 1980 („Jazz Records 1942–1980“). Die Folgebände sind ebenfalls bei Storyville erschienen. Jepsen starb an einem Herzanfall.

## Schriften
- „A Discography of Dizzy Gillespie 1937–1952“, 2 Bde., Karl Emil Knudsen, 1969.
- „A Discography of Louis Armstrong 1923 – 1971“, Knudsen, Kopenhagen 1973
- „Discography of Jelly Roll Morton“, Debut Records, Brande, Dänemark 1959
- mit Ditlefsen „Discography of Duke Ellington“, 3 Bde., Debut Records, Dänemark 1959
- mit Bo Scherman, Carl Hällstrom „Discography of Count Basie 1929-1968“, 2 Bde., Knudsen 1969
- „Sidney Bechet Discography“, Lubbecke, Uhle und Kleimann 1962
- „A Discography of Billie Holiday“, Knudsen
- „A Discography of John Coltrane“, Knudsen 1969
- „A Discography of Miles Davis“, Knudsen 1969
- „A Discography of Thelonious Monk and Bud Powell“, Knudsen 1969
- „A Discography of Art Tatum and Bud Powell“, Debut Records 1961
- „A Discography of Charlie Parker“, Knudsen 1968
- mit Ditlefsen „Discography of Lester Young“, Debut Records, 1959 (25 Seiten), Knudsen 1968 (45 Seiten)
- „Jazz Records 1942–1965“, 8 Bände in 11 Teilen 1963 bis 1970 (wobei die Diskografie teilweise bis 1969 weitergeführt wurde), Karl Knudsen, Holte
- „En Nation Bliver Til – Den nordamerikanske frihedskrig 1775–83“ („Eine Nation entsteht“, Geschichte des Amerikanischen Unabhängigkeitskriegs)
- „Vor tids kulturhistorie“ 1979
- „Kulturens hvem er hvem“ 1986